# Die Simpsons/Staffel 21
Die 21. Staffel der US-amerikanischen Zeichentrickserie Die Simpsons wurde vom 27. September 2009 bis zum 23. Mai 2010 auf dem US-amerikanischen Fernsehsender Fox gesendet. Die deutschsprachige Erstausstrahlung lief vom 7. September 2010 bis zum 17. Mai 2011 auf ProSieben.

## Episoden
| Nr. (ges.) | Nr. (St.) | Deutscher Titel              | Originaltitel                   | Erstausstrahlung (USA) | Deutschsprachige Erstausstrahlung (D) | Regie                                | Drehbuch                           | Zuschauer (DE) | Prodc. |
| --- | --------- | ---------------------------- | ------------------------------- | ---------------------- | ------------------------------------- | ------------------------------------ | ---------------------------------- | -------------- | ------ |
| 442 | 1         | Everyman begins              | Homer the Whopper               | 27. Sep. 2009          | 7. Sep. 2010                          | Lance Kramer                         | Seth Rogen & Evan Goldberg         | 2,34 Mio.      | LABF13 |
| Bart und Milhouse ermutigen den Comic-Buch-Verkäufer seine Entwürfe eines Superheldencomics an die Öffentlichkeit zu bringen. Daraufhin wird auch ein Filmstudio auf die Geschichte aufmerksam und möchte einen Film daraus entwickeln. Homer wird als Hauptdarsteller ausgewählt und bekommt einen Fitnesstrainer an die Seite gestellt. Im Laufe der Dreharbeiten fällt es ihm jedoch immer schwerer, an der Diät festzuhalten. |           |                              |                                 |                        |                                       |                                      |                                    |                |        |
| 443 | 2         | Die Antwort                  | Bart Gets a 'Z'                 | 4. Okt. 2009           | 14. Sep. 2010                         | Mark Kirkland                        | Matt Selman                        | 2,21           | LABF15 |
| Weil Ms. Krabappel den Schülern ihre Handys wegnimmt, mischen diese den Kaffee ihrer Lehrerin mit Alkohol, woraufhin sie entlassen wird. Der neue Lehrer, Zachary Vaughn, beeindruckt die Klasse mit seinen Lehrmethoden, allerdings entwickelt Bart Schuldgefühle und setzt sich dafür ein, dass Ms. Krabappel ihre Stelle zurückbekommt. |           |                              |                                 |                        |                                       |                                      |                                    |                |        |
| 444 | 3         | Marge macht mobil            | The Great Wife Hope             | 27. Sep. 2009          | 21. Sep. 2010                         | Matthew Faughnan                     | Carolyn Omine                      | 2,36 Mio.      | LABF16 |
| Marge protestiert gegen die in Springfield populär gewordene Kampfsportart Ultimate Punching (Mixed Martial Arts). Der Veranstalter bietet ihr an, dass er sein Geschäft aufgibt, wenn sie ihn in einem Kampf besiegt. Obwohl Marge gegen das Kämpfen ist, erklärt sie sich einverstanden und sucht einen Trainer. Der Titel ist eine Anspielung auf den amerikanischen Filmtitel The Great White Hope. |           |                              |                                 |                        |                                       |                                      |                                    |                |        |
| 445 | 4         | Mörder, Zombies und Musik    | Treehouse of Horror XX          | 18. Okt. 2009          | 26. Okt. 2010                         | Mike B. Anderson & Matthew Schofield | Daniel Chun                        | 2,10 Mio.      | LABF14 |
| 1. Dial 'M' for Murder or Press '#' to Return to Main Menu (der Titel ist eine Parodie auf den Film Bei Anruf Mord (engl. „Dial M for Murder“)): Lisa wird überraschend von ihrer Lehrerin Miss Hoover nicht für den nationalen Lesewettbewerb ausgewählt. Sie ist verärgert und möchte sich an ihr rächen. Bart möchte sich dagegen an seiner Lehrerin Miss Krabappel rächen. Gemeinsam schließen sie den Pakt, sich jeweils an der anderen Lehrerin zu rächen, ohne Motiv und mit Alibi würde der Verdacht nicht auf sie fallen. Lisa spielt darauf bei Krabappel einen Klingelstreich, während Bart Hoover köpft. Bart besteht darauf, dass Lisa auch ihren Mord begeht, wie es angeblich abgemacht war. Da Lisa dies aber nicht will und erkennt, was Bart für ein Monster ist, beschließt sie ihn umzubringen. Bart meint zu ihr, sie sei nicht besser als er, dies verneint sie und bricht ihren Versuch, Bart zu töten, ab. Durch einen Unfall wird er dennoch von ihr getötet. 2. Don’t have a Cow, Mankind: Krusty Burger verkauft einen neuen Burger, genannt „Burger²“, dessen Fleisch von Kühen kommt, die ebenfalls mit Kuhfleisch gefüttert wurden. Als Kent Brockman vor Kamera den Burger als Erster probiert, verwandelt er sich in einen Zombie, welcher wiederum andere Menschen beißt, die dadurch auch Zombies werden. 28 Tage später ist die ganze Stadt voller Zombies, die Familie Simpson hat sich in ihrem Haus verbarrikadiert. Aus Hunger isst Bart einen Burger, verwandelt sich jedoch nicht zu einem Zombie. Er trägt vermutlich den Schlüssel zu einem Impfstoff gegen den Zombievirus in sich. Homer ruft daraufhin Dr. Hibbert an, dieser empfiehlt ihnen die Sicherheitszone außerhalb der Stadt aufzusuchen. Mit Hilfe von Apu schaffen sie es zu fliehen. Homer wird jedoch auf der Flucht von einem Zombie gebissen und verwandelt sich, sie beschließen ihn jedoch als Gefangenen mit in die Sicherheitszone zu nehmen. Dort angekommen, wollen die Menschen das Fleisch von Bart essen, um sich vor den Zombies zu schützen, Marge verhindert das. Bart badet im Essen der Leute und schützt sie dadurch. 3. There’s no Business like Moe Business (Der Titel ist eine Anspielung auf There’s No Business Like Show Business) – Homer fällt versehentlich durch eine Falltür in Moe’s Bar und wird auf den Rohren von Moes Braumaschine aufgespießt. Moe schlägt daraus Kapital und serviert Marge und den anderen Gästen das Bier mit Homers Blut als Geheimzutat. |           |                              |                                 |                        |                                       |                                      |                                    |                |        |
| 446 | 5         | Der Teufel trägt Nada        | The Devil Wears Nada            | 15. Nov. 2009          | 28. Sep. 2010                         | Nancy Kruse                          | Tim Long                           | 2,54 Mio.      | LABF17 |
| Der Titel ist eine Parodie auf den Film Der Teufel trägt Prada (engl. „The Devil Wears Prada“), Nada bedeutet auf Spanisch „nichts“. Marge wird zum Stadtgespräch durch ihre Posen in einem für wohltätige Zwecke produzierten Kalender. Währenddessen wird Carl Carlson Homers neuer Supervisor im Kraftwerk und ernennt ihn zu seinem persönlichen Assistenten. Dass Homer nun mehr arbeiten muss wirkt sich negativ auf sein Eheleben aus. |           |                              |                                 |                        |                                       |                                      |                                    |                |        |
| 447 | 6         | L wie Looser                 | Pranks and Greens               | 22. Nov. 2009          | 5. Okt. 2010                          | Chuck Sheetz                         | Jeff Westbrook                     | 2,23 Mio.      | LABF18 |
| Bart findet bei einem Gespräch mit Hausmeister Willie heraus, dass es vor mehreren Jahren einen Schüler namens Andy Hamilton an der Grundschule gab, der noch schlimmere Streiche als Bart gespielt hat. Doch als er diesen ausfindig macht, stellt sich heraus, dass Andy ein totaler Verlierer ist und in seinem Leben nichts als Streiche auf die Reihe gebracht hat. Um das zu ändern, hilft Bart seinem neuen Freund bei Krusty einen Job zu bekommen. |           |                              |                                 |                        |                                       |                                      |                                    |                |        |
| 448 | 7         | Die Hexen von Springfield    | Rednecks and Broomsticks        | 29. Nov. 2009          | 12. Okt. 2010                         | Bob Anderson & Rob Oliver            | Kevin Curran                       | 1,72 Mio.      | LABF19 |
| Lisa trifft im Wald drei Wiccas und freundet sich mit ihnen an. Bevor sie dem Hexenzirkel beitreten kann, werden die Hexen wegen ihres Glaubens verhaftet. Lisa muss vor Gericht beweisen, dass ihre neuen Freundinnen unschuldig sind. Währenddessen ist Homer bei Cletus, weil dieser eine Schwarzbrennerei betreibt. |           |                              |                                 |                        |                                       |                                      |                                    |                |        |
| 449 | 8         | Lebe lieber unbebrudert      | O Brother, Where Bart Thou?     | 13. Dez. 2009          | 19. Okt. 2010                         | Steven Dean Moore                    | Matt Selman                        | 2,35 Mio.      | MABF01 |
| Der Titel ist ein Anspielung auf den Filmtitel O Brother, Where Art Thou?. Lisa teilt Bart mit, sie und Maggie hätten eine ganz besondere Beziehung, die Bart nie nachvollziehen könne, da er keinen Bruder habe. Daraufhin besucht er das Waisenhaus, um sich einen Bruder zu suchen. |           |                              |                                 |                        |                                       |                                      |                                    |                |        |
| 450 | 9         | Donnerstags bei Abe          | Thursdays with Abie             | 3. Jan. 2010           | 2. Nov. 2010                          | Michael Polcino                      | Mitchell H. Glazer & Don Payne     | 2,32 Mio.      | MABF02 |
| Abe Simpson erzählt einem Kolumnenschreiber von seinem Leben. Dieser schreibt daraufhin eine Reihe über Grampa Simpsons Abenteuer. Doch er führt nichts Gutes im Schilde. |           |                              |                                 |                        |                                       |                                      |                                    |                |        |
| 451 | 10        | Es war einmal in Springfield | Once Upon a Time in Springfield | 10. Jan. 2010          | 9. Nov. 2010                          | Matthew Nastuk                       | Stephanie Gillis                   | 2,41 Mio.      | LABF20 |
| Krusty muss Prinzessin Penelope einstellen, um mehr weibliche Zuschauer für seine Show zu gewinnen. Die beiden verlieben sich und Krusty macht ihr einen Heiratsantrag. Währenddessen erhalten Homer, Lenny und Carl ein Angebot vom Kernkraftwerk in Capital City, nachdem Mr. Burns die kostenlosen Donuts gestrichen hat. |           |                              |                                 |                        |                                       |                                      |                                    |                |        |
| 452 | 11        | Million Dollar Homie         | Million Dollar Maybe            | 31. Jan. 2010          | 16. Nov. 2010                         | Chris Clements                       | Bill Odenkirk                      | 2,14 Mio.      | MABF03 |
| Der Titel ist eine Anspielung auf den Filmtitel Million Dollar Baby. Homer versetzt Marge, damit er ein Lotterielos kaufen kann. Als er tatsächlich gewinnt, traut er sich nicht, Marge davon zu erzählen, und beschenkt seine Familie stattdessen heimlich. Besonderheiten: In dieser Folge tritt erstmals ein neuer Charakter namens Ricardo Bomba auf. Er war der Gewinner des „The Simpsons Character Contest“ zum 20-Jahr-Jubiläum der Serie und wurde von Peggy Black entworfen. |           |                              |                                 |                        |                                       |                                      |                                    |                |        |
| 453 | 12        | Curling Queen                | Boy Meets Curl                  | 14. Feb. 2010          | 23. Nov. 2010                         | Chuck Sheetz                         | Rob LaZebnik                       | 2,14 Mio.      | MABF05 |
| Homer und Marge entdecken ihre Leidenschaft für das Curling. Gemeinsam mit Agnes und Seymour Skinner nehmen sie bei den olympischen Winterspielen in Vancouver 2010 teil und gewinnen Gold. Währenddessen versucht Lisa ihre Sucht nach olympischen Ansteckern in den Griff zu bekommen. Besonderheiten: Die Episode wurde während der Winterspiele ausgestrahlt. |           |                              |                                 |                        |                                       |                                      |                                    |                |        |
| 454 | 13        | Die Farbe Gelb               | The Color Yellow                | 21. Feb. 2010          | 30. Nov. 2010                         | Raymond S. Persi                     | Billy Kimball & Ian Maxtone-Graham | 2,36 Mio.      | MABF06 |
| Der Titel ist eine Anspielung auf den Film Die Farbe Lila (The Color Purple). Miss Hoover beauftragt die Schüler ihre Familiengeschichte zu erforschen. Lisa stellt dabei fest, dass die meisten ihrer Vorfahren Verbrecher waren. Auf dem Dachboden findet sie das Tagebuch ihrer Vorfahrin Eliza Simpson, die einem Sklaven zur Freiheit verhalf. |           |                              |                                 |                        |                                       |                                      |                                    |                |        |
| 455 | 14        | Grand Theft U-Bahn           | Postcards from the Wedge        | 14. März 2010          | 8. März 2011                          | Mark Kirkland                        | Brian Kelley                       | 2,26 Mio.      | MABF04 |
| Bart vergisst ein Schulprojekt zu basteln, worauf Mrs. Krabappel einen Brief an seine Eltern schreibt. Obwohl er alles versucht den Brief vorher abzufangen, bekommt ihn Homer zu lesen. Zusammen mit Marge gehen die drei zu einem Elterngespräch mit Rektor Skinner. Während Homer verärgert reagiert und mehr Hausaufgaben fordert, bevorzugt Marge eine verständnisvollere Herangehensweise. Bart bemerkt schnell, dass er sie gegeneinander ausspielen kann. |           |                              |                                 |                        |                                       |                                      |                                    |                |        |
| 456 | 15        | Der gestohlene Kuss          | Stealing First Base             | 21. März 2010          | 15. März 2011                         | Steven Dean Moore                    | John Frink                         | –              | MABF07 |
| Die Abwesenheit von Mrs. Krabappel zwingt Rektor Skinner dazu, die beiden vierten Klassen bis zu ihrer Rückkehr zusammenzulegen. Bart muss seinen Platz mit Nikki teilen. Durch ihre Leidenschaft für Skateboards kommen sie sich näher und er überrascht sie mit einem Kuss. In der Zeit danach verhält sie sich ihm gegenüber merkwürdig. Lisa hat derweil Probleme mit ihren Klassenkameraden, die sie für ihren übereifrigen Ehrgeiz verachten. |           |                              |                                 |                        |                                       |                                      |                                    |                |        |
| 457 | 16        | Simpson und Gomorrha         | The Greatest Story Ever D’ohed  | 28. März 2010          | 22. März 2011                         | Michael Polcino                      | Kevin Curran                       | 1,94 Mio.      | MABF10 |
| Der Titel ist eine Anspielung auf den Filmtitel Die größte Geschichte aller Zeiten (The Greatest Story Ever Told). Ned Flanders lädt die Simpsons zu einer Pilgerreise nach Jerusalem ein. Homer begreift nicht, wie wichtig diese Stadt für das Christentum ist, und benimmt sich wie immer, dies treibt Flanders zur Verzweiflung und er rastet aus. Als Homer Flanders folgen will, gerät er in die Wüste und verdurstet fast, bis Marge ihn findet und rettet. |           |                              |                                 |                        |                                       |                                      |                                    |                |        |
| 458 | 17        | Jailhouse Blues              | American History X-cellent      | 11. Apr. 2010          | 29. März 2011                         | Bob Anderson                         | Michael Price                      | 1,95 Mio.      | MABF08 |
| Der Titel ist eine Anspielung auf den Filmtitel American History X. Mr. Burns kommt ins Gefängnis, weil gestohlene Gemälde in seinem Privathaus gefunden werden. Er überträgt seinem Assistenten Mr. Smithers die Leitung des Atomkraftwerks. Als Homer, Lenny und Carl merken, dass Smithers ein schlimmerer Arbeitgeber als Mr. Burns ist, befreien sie den Gefangenen. Währenddessen kümmern sich Bart und Lisa um eine Ameise, deren Staat von Knecht Ruprecht gefressen wurde. |           |                              |                                 |                        |                                       |                                      |                                    |                |        |
| 459 | 18        | Chief der Herzen             | Chief of Hearts                 | 18. Apr. 2010          | 5. Apr. 2011                          | Chris Clements                       | Carolyn Omine & William Wright     | 1,93 Mio.      | MABF09 |
| Homer wird vom Gericht dazu verurteilt, Sozialstunden zu leisten. Als er Chief Wiggum, der das Programm leitet, eines seiner Sandwiches schenkt, ist dieser gerührt von dieser netten Geste und behandelt ihn bevorzugt. Bei der Festnahme von Bankräubern wird Wiggum verletzt und dies stellt ihre Freundschaft auf die Probe. Bart findet derweil Gefallen an einem japanischen Spiel namens Battle Ball und wird von der Schulleitung verdächtigt, Drogen zu verkaufen. |           |                              |                                 |                        |                                       |                                      |                                    |                |        |
| 460 | 19        | Walverwandtschaft            | The Squirt and the Whale        | 25. Apr. 2010          | 12. Apr. 2011                         | Mark Kirkland                        | Matt Warburton                     | 2,17 Mio.      | MABF14 |
| Weil Homer sich über die hohe Stromrechnung beklagt, schlägt Lisa vor, im Garten eine Windturbine zu bauen. Da der Stromzähler nun rückwärts läuft, kündigt Homer den Stromvertrag und die Simpsons sind nun auf den Wind angewiesen. Als ein starker Sturm kommt, wird ein Blauwalweibchen an den Strand gespült. Lisa versucht vergeblich die Stadt zu mobilisieren, um den Wal zu retten. Der Wal verendet jedoch. Als Lisa später an den Strand zurückkehrt, sieht sie, wie die Walbabys von Haien bedroht werden. Gemeinsam mit Homer und dem Walvater rettet Lisa die Walbabys. |           |                              |                                 |                        |                                       |                                      |                                    |                |        |
| 461 | 20        | Nedtropolis                  | To Surveil With Love            | 2. Mai 2010            | 19. Apr. 2011                         | Lance Kramer                         | Michael Nobori                     | –              | MABF12 |
| Homer vergisst am Bahnhof eine Reisetasche, worauf die Polizei alarmiert wird, welche die Tasche vorsichtshalber sprengt. Wegen der dadurch verursachten Terrorangst werden in ganz Springfield Kameras installiert und freiwillige Bürger überwachen die Bildschirme. Ein kleiner Teil im Garten der Simpsons wird allerdings nicht erfasst, weshalb die illegalen Aktivitäten der Springfielder fortan dort stattfinden. Derweil färbt sich Lisa ihre Haare, um nicht als „dumme Blondine“ abgestempelt zu werden. |           |                              |                                 |                        |                                       |                                      |                                    |                |        |
| 462 | 21        | Der weinende Dritte          | Moe Letter Blues                | 9. Mai 2010            | 26. Apr. 2011                         | Matthew Nastuk                       | Stephanie Gillis                   | 1,69 Mio.      | MABF13 |
| Moe schreibt an Homer, Reverend Lovejoy und Apu einen Brief, in dem steht, dass er mit einer ihrer Frauen die Stadt verlassen wolle. Die drei versuchen daraufhin, sich an Momente zwischen Moe und ihren Ehefrauen zu erinnern. Die Geschichte basiert auf dem amerikanischen Film A Letter to Three Wives. |           |                              |                                 |                        |                                       |                                      |                                    |                |        |
| 463 | 22        | Bob von nebenan              | The Bob Next Door               | 16. Mai 2010           | 3. Mai 2011                           | Nancy Kruse                          | John Frink                         | 1,93 Mio.      | MABF11 |
| Bart glaubt, dass der neue Nachbar Tingeltangel-Bob in Verkleidung ist. Um ihn vom Gegenteil zu überzeugen, besucht Marge mit ihm das Hochsicherheitsgefängnis von Springfield. Später stellt sich heraus, dass der neue Nachbar wirklich Bob ist, der durch eine Gesichts-Transplantation sein Gesicht mit dem von seinem Zellengenossen Walt Worren getauscht hat. |           |                              |                                 |                        |                                       |                                      |                                    |                |        |
| 464 | 23        | Richte deinen Nächsten       | Judge Me Tender                 | 23. Mai 2010           | 17. Mai 2011                          | Steven Dean Moore                    | Dan Greaney & Allen Glazier        | 1,85 Mio.      | MABF15 |
| Moe zeigt bei einem Hässliche-Hunde-Wettbewerb, bei dem auch die Simpsons mit Knecht Ruprecht teilnehmen, ein verstecktes Talent als Juror von Wettbewerben. Indem er die Teilnehmer beleidigt, amüsiert er das Publikum. Nach weiteren Wettbewerben als Juror bemerkt ihn ein Mitarbeiter von FOX und lädt ihn zu den Studios nach Los Angeles ein, wo er die Jury von American Idol verstärken soll. Dort rät ihm Simon Cowell, nicht das „Schwein in der Jury“ zu werden. Als Moe daraufhin in der Show ein freundliches Statement zu einer Sängerin abgibt, zieht Simon über seine Aussage her. Moe erkennt, dass er von Simon betrogen wurde, der ihn nur als Konkurrent sieht. Er wird nach einem Angriff auf Simon aus der Show geworfen. Währenddessen ist Moes Bar geschlossen, weshalb Homer nach der Arbeit früher zu Hause ist als gewöhnlich und deswegen Marges Nerven bei der Hausarbeit stark strapaziert. Marge hält dies nicht aus und schickt Homer in eine Sportbar, in der er sich jedoch nicht wohl fühlt. Abe schlägt Marge vor, Homer zum Golf zu schicken, mit der Gefahr jedoch, dass er davon süchtig werden könnte und möglicherweise den Kontakt zur Familie verliert. Als sie auf dem Golfplatz auf einen alten Mann trifft, der das ganze Leben seiner Familie verpasst hat, seitdem er Golf spielt, hält Marge Homer vom Golfspielen ab und geht mit ihm zu Moes Bar, die mittlerweile wieder geöffnet hat. |           |                              |                                 |                        |                                       |                                      |                                    |                |        |